# Chi Chích bông
Chi Chích bông (danh pháp khoa học: Orthotomus) là một chi chứa một số loài chim nhỏ. Chi này theo truyền thống thường được đặt trong họ Lâm oanh (Sylviidae). Nghiên cứu gần đây cho thấy có lẽ đúng nhất nên đặt nó trong họ Chiền chiện (Cisticolidae) và chúng được xếp đặt như vậy trong Del Hoyo và ctv. (2006). Một loài chích bông đầu vàng (và vì thế cả loài có quan hệ chị em với nó là chích bông đầu hung) trên thực tế có quan hệ gần gũi hơn với chi Cettia (các loài chích bụi điển hình).
Các loài chích bông sinh sống trong khu vực nhiệt đới Cựu thế giới, chủ yếu tại châu Á.
Các loài chim chích này thông thường có màu sáng, với phần trên có màu xanh lục hay xám và phần dưới màu trắng, vàng hay xám. Phần đầu của chúng thông thường có màu hạt dẻ.
Chích bông có các cánh ngắn và thuôn tròn, đuôi ngắn, chân khỏe, mỏ dài và cong. Đuôi thường dựng đứng, như ở hồng tước. Nói chung người ta hay bắt gặp chúng ở các đồng rừng thưa, các trảng cây bụi và các khu vườn.
Chích bông có kiểu làm tổ đặc biệt. Các phần rìa của các lá to bị chúng mổ thủng và khâu lại với nhau bằng các sợi tơ thực vật hay tơ nhện để làm nôi và trong đó chúng làm tổ từ cỏ.

## Các loài
- Orthotomus atrogularis: Chích bông cánh vàng hay chích bông cổ sẫm
- Orthotomus castaneiceps: Chích bông Philippin
- Orthotomus chaktomuk: Chích bông Campuchia
- Orthotomus chloronotus (tách ra từ O. castaneiceps[3])
- Orthotomus cinereiceps: Chích bông tai trắng
- Orthotomus derbianus: Chích bông lưng xám
- Orthotomus frontalis: Chích bông ngực hung
- Orthotomus nigriceps: Chích bông trán trắng
- Orthotomus ruficeps: Chích bông xám tro
- Orthotomus samarensis: Chích bông ngực vàng
- Orthotomus sepium: Chích bông nâu hay chích bông lưng ô liu
- Orthotomus sericeus: Chích bông đuôi hung
- Orthotomus sutorius: Chích bông đầu dài hay chích bông thường

Hai loài mà người ta phát hiện ra là chỉ có quan hệ họ hàng xa với chi Orthotomus và tốt hơn thì có lẽ nên coi chúng như một chi riêng tách biệt là Artisornis thuộc phân họ Eremomelinae cùng họ:
- Artisornis metopias (syn. Orthotomus metopias): Chích bông châu Phi
- Artisornis moreaui (syn. Orthotomus moreaui): Chích bông mỏ dài

Ngoài ra còn hai loài có lẽ nên được chuyển sang họ Cettiidae:
- Phyllergates cucullatus (syn. Orthotomus cucullatus): Chích bông đầu vàng hay chích bông bụng vàng hoặc chích bông núi
- Phyllergates heterolaemus (syn. Orthotomus heterolaemus): Chích bông đầu hung